# 祁班孫
祁班孫（1633年1月10日—1674年6月26日），字奕喜、小字季郎，行聰八十六，本房行第六，浙江紹興府山陰縣人，清初文學家、戲曲作家、游俠、反清復明人物，撰有《唐宋八家文鈔》、《東行風俗記》、《自怡堂集》、《紫芝軒集》。

## 簡介
南京巡按祁彪佳幼子，祁同孫、祁理孫之弟，班孫排行第六，人稱「祁六公子」，“穎悟絕倫”，詩文清麗，不假雕飾。善劍術。
崇禎十七年（1644年）清兵入浙，其父祁彪佳於蓮花池內自殺殉節。
順治十八年（1661年），通海案發。
康熙元年（1662年），魏耕、錢瞻百、錢纘曾、潘廷聰等被處死於杭州，祁班孫、李兼汝、錢氏三兄弟等百餘人發配寧古塔。在寧古塔教優伶十六人，將江浙一帶的戲曲傳至北地，並築有“漠北書齋”。
康熙四年，从宁古塔遁归。一年后为逃避清廷追捕，剃髮为僧，号昼林禪師，係曹洞宗，仍“喜议论古今，不谈佛法，每及先朝，则掩面哭”。
康熙九年，主持常州毗陵夫山祥符寺，后隐居芙蓉湖。康熙十一年与来访的其兄祁理孙酬唱。
康熙十三年五月二十三日圓寂，享年四十三歲，周歲四十一歲。塔於祥符寺側。整理遗物时发现要求合葬的遗言和所著《东行风俗记》和《紫芝轩集》，才知是山阴的「祁六公子」。